# Quasifusulinoides
Quasifusulinoides es un género de foraminífero bentónico de la subfamilia Fusulininae, de la familia Fusulinidae, de la superfamilia Fusulinoidea, del suborden Fusulinina y del orden Fusulinida. Su especie tipo es Pseudotriticites fusiformis. Su rango cronoestratigráfico abarca desde el Stephaniense (Carbonífero superior) hasta el Sakmariense (Pérmico inferior).

## Discusión
Clasificaciones más recientes incluyen Quasifusulinoides en la subclase Fusulinana de la clase Fusulinata. Otras clasificaciones lo incluyen en la Subfamilia Quasifusulininae.

## Clasificación
Quasifusulinoides incluye a las siguientes especies:
- Quasifusulinoides apiculata †
- Quasifusulinoides blear †
- Quasifusulinoides elatisinuosa †
- Quasifusulinoides fusiformis †
- Quasifusulinoides leyvai †
- Quasifusulinoides parafusiformis †
- Quasifusulinoides oblonga †
- Quasifusulinoides toriyamai †
- Quasifusulinoides turgida †